# Sylwester Chęciński

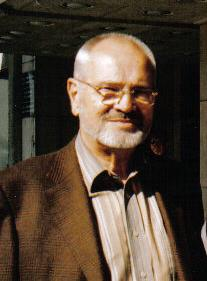
Sylwester Chęciński (2007)

Sylwester Chęciński (ur. 21 maja 1930 w Suścu, zm. 8 grudnia 2021 we Wrocławiu) – polski reżyser filmowy i scenarzysta, znany głównie z komedii takich jak Sami swoi oraz Rozmowy kontrolowane. Odznaczony pośmiertnie Krzyżem Wielkim Orderu Odrodzenia Polski (2021).

## Życiorys

### Młodość i wykształcenie
W 1950 ukończył I Liceum Ogólnokształcące im. Jędrzeja Śniadeckiego w Dzierżoniowie, a w 1956 – Wydział Reżyserii Państwowej Wyższej Szkoły Filmowej w Łodzi. Pracował później jako asystent reżysera i II reżyser przy filmach Zimowy zmierzch (1956) Stanisława Lenartowicza, Lotna (1959) Andrzeja Wajdy oraz Powrót (1960) Jerzego Passendorfera.

### Kariera filmowa
Debiutował filmem dla młodzieży Historia żółtej ciżemki (1961), w którym po raz pierwszy na ekranie pojawił się Marek Kondrat. Odmienny tematycznie był film psychologiczny Agnieszka 46 (1964) o II wojnie światowej i jej wpływie na jednostki, które próbują ułożyć sobie życie na nowo na Ziemiach Odzyskanych.
Po słabo znanej Katastrofie (1965) Chęciński osiągnął spełnienie artystyczne, realizując unikalną komedię ludową Sami swoi (1967), poświęconą wzajemnym awanturom pomiędzy dwiema zabużańskimi rodzinami na Ziemiach Odzyskanych: Pawlakami i Kargulami. W rolach głów obu rodzin wystąpili Wacław Kowalski (jako Kazimierz Pawlak) i Władysław Hańcza (jako Władysław Kargul). Sami swoi cieszyli się sporym powodzeniem u widowni; krytycy odczytywali film jako przejaw komedii sarmackiej okraszonej zabużańską gwarą. Do losów Karguli i Pawlaków Chęciński wrócił w kolejnych komediach Nie ma mocnych (1974) i Kochaj albo rzuć (1977). Osią dramaturgiczną Nie ma mocnych była podejrzliwość Kazimierza Pawlaka wobec adoratora jego wnuczki Ani; w Kochaj albo rzuć Pawlak i Kargul – razem z Anią – jadą do Stanów Zjednoczonych, a konkretnie do Chicago, gdzie zaprosił ich John – a właściwie Jaśko Pawlak, brat Kazimierza.
W międzyczasie Chęciński tworzył kino gatunkowe, realizując kryminały (Tylko umarły odpowie, 1969), filmy wojenne (Legenda, 1970), filmy przygodowe (Diament radży, 1971) oraz obyczajowe (serial Droga, 1973; Roman i Magda, 1978). Po komedii Bo oszalałem dla niej (1980) zasłynął cenionym przez krytyków i widownię dreszczowcem Wielki Szu (1982), z Janem Nowickim w roli podstarzałego szulera, który wraca do zawodu po wyjściu z więzienia. Wielki Szu zapewnił Chęcińskiemu Złotą Kaczkę za najlepszy film.
Po transformacji ustrojowej w Polsce Chęciński na podstawie scenariusza Stanisława Tyma nakręcił komedię Rozmowy kontrolowane (1991), drugie ogniwo trylogii o Ryszardzie Ochódzkim (Tym), typowym polskim aparatczyku komunistycznym, który dobrze się odnajduje w każdej rzeczywistości politycznej. Kontynuacja Misia Stanisława Barei opierała się na zagmatwanej intrydze: Ochódzki ma przeniknąć do struktur „Solidarności” jako tajny współpracownik Służby Bezpieczeństwa, lecz wskutek wprowadzenia w Polsce stanu wojennego oraz nieprzewidzianych okoliczności staje się wrogiem rządzącej władzy i urasta do miana bohatera narodowego. Rozmowy kontrolowane, podobnie jak Miś Barei, stały się filmem kultowym. Ostatni film w swej karierze Chęciński zrealizował dopiero w 2006 roku; był to telewizyjny utwór Przybyli ułani (2006).

### Działalność okołofilmowa
W latach 1976–1980 był zastępcą kierownika artystycznego zespołu filmowego „Iluzjon”, a w latach 1988–1991 zastępcą kierownika artystycznego zespołu filmowego „Kadr”. Za całokształt twórczości otrzymał „Platynowe Lwy” na 39. Festiwalu Filmowym w Gdyni (2014) i Nagrodę Orła za osiągnięcia życia (2017).

### Śmierć
Zmarł 8 grudnia 2021 roku. 18 grudnia po mszy świętej w archikatedrze św. Jana Chrzciciela został pochowany na Cmentarzu Grabiszyńskim we Wrocławiu. Uroczystości pogrzebowe miały charakter państwowy. W 2023 jego ciało zostało ekshumowane i przeniesione do innego grobu w obrębie tego samego cmentarza. 

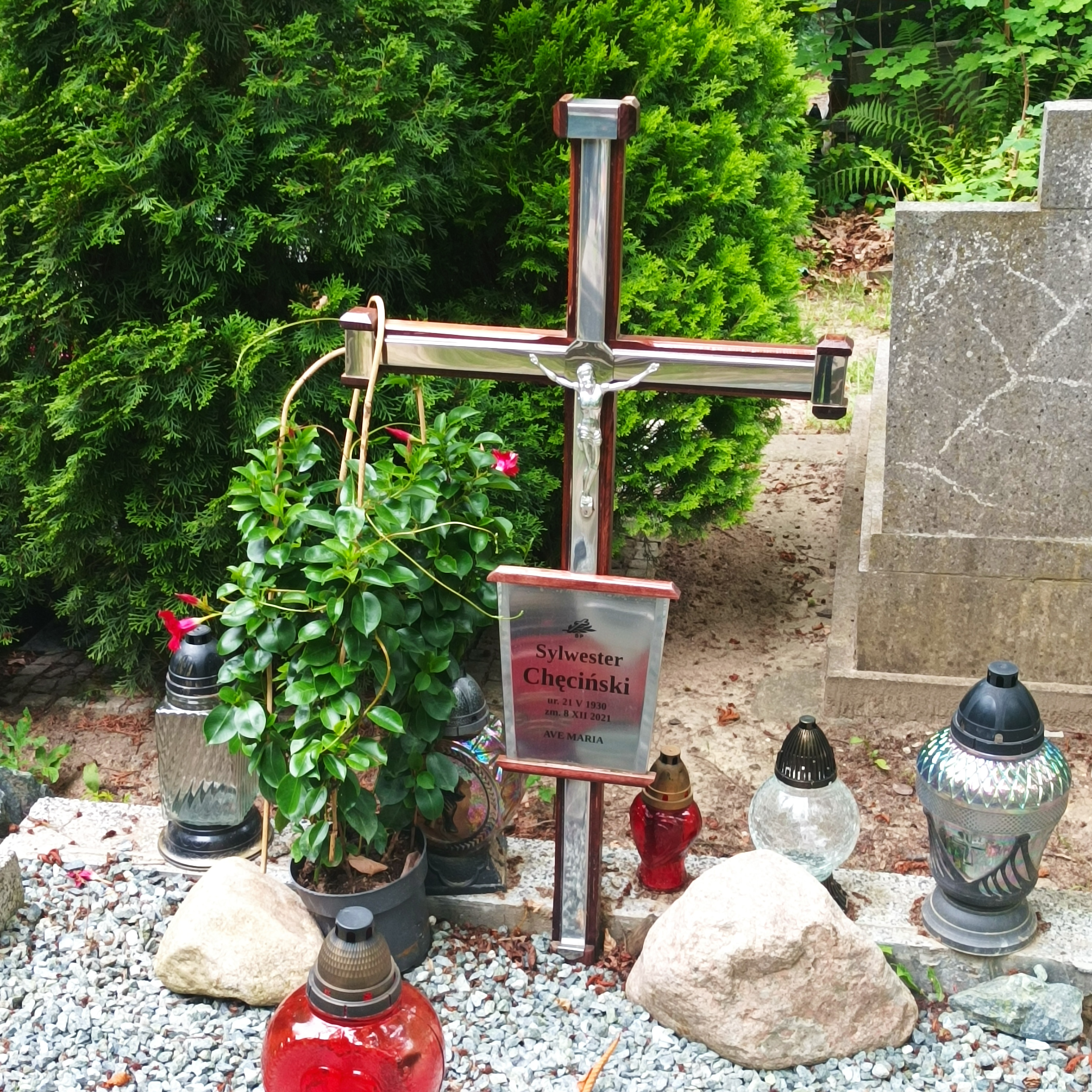
Grób Sylwestra Chęcińskiego na Cmentarzu Grabiszyńskim w lipcu 2023

## Filmografia
- 1961: Historia żółtej ciżemki
- 1964: Agnieszka 46
- 1965: Katastrofa
- 1967: Sami swoi
- 1969: Tylko umarły odpowie
- 1970: Legenda
- 1971: Diament radży
- 1971: Pierwsza miłość
- 1973: Droga
- 1974: Nie ma mocnych
- 1977: Kochaj albo rzuć
- 1978: Roman i Magda
- 1980: Bo oszalałem dla niej
- 1982: Wielki Szu
- 1991: Rozmowy kontrolowane
- 2006: Przybyli ułani

## Nagrody i wyróżnienia
- Krzyż Kawalerski Orderu Odrodzenia Polski (1974)[6]
- Nagroda Ministerstwa Kultury i Sztuki II stopnia[7]
- Medal Komisji Edukacji Narodowej (1975)[8]
- Złoty Medal „Zasłużony Kulturze Gloria Artis” (2005)[9]
- Honorowy Obywatel Wrocławia (2006)[10]
- Platynowe Lwy – 39. Festiwal Filmowy w Gdyni (2014) – za całokształt twórczości
- Krzyż Komandorski Orderu Odrodzenia Polski (2014)[11][12]
- Honorowy Obywatel Dolnego Śląska (2015)[13]
- Krzyż Komandorski z Gwiazdą Orderu Odrodzenia Polski (2020)[14]
- Krzyż Wielki Orderu Odrodzenia Polski (2021, pośmiertnie)[15][16]

## Upamiętnienie
- W 2022 r. imieniem Sylwestra Chęcińskiego został nazwany park w Suścu, gdzie znajduje się również poświęcona mu tablica pamiątkowa[17][18][19].
- W 2023 r. odsłonięto tablicę pamiątkową z portretem Sylwestra Chęcińskiego na budynku Centrum Technologii Audiowizualnych CeTA we Wrocławiu[20][21].
- W 2023 r. odsłonięto tablicę upamiętniającą Sylwestra Chęcińskiego w Dzierżoniowie na ul. Podwalna 4, gdzie zamieszkiwał przez wiele lat.[22]
- 24 czerwca 2022 Rada Miejska Wroclawia podjęła uchwałę o nadaniu nazwy Rondo Sylwestra Chęcińskiego – u zbiegu ulic Gajowickiej, Racławickiej i Orlej (Wroclaw-Krzyki), gdzie nieopodal mieszkał reżyser (ul. Sepia 36)